# Assyrischer Militärrat
Der Militärrat der Suryoye (reichsaramäisch ܡܘܬܒܐ ܦܘܠܚܝܐ ܣܘܪܝܝܐ Mawtbo Folhoyo Suryoyo, 'Kürzel MFS, arabisch المجلس العسكري السرياني, DMG al-mağlis al-ʿaskarī as-siryānī, englisch Syriac Military Council) ist eine Militärorganisation der christlichen Assyrer-Aramäer in Syrien.

## Gründung und Ziele
Die Gründung der Organisation wurde am 8. Januar 2013 bekannt gegeben. Laut dem MFS ist das Ziel der Organisation, für die nationalen Rechte des assyrisch-aramäischen Volkes einzutreten und seine Siedlungsgebiete zu verteidigen. Der MFS operiert überwiegend in Gegenden, die von der assyrisch-aramäischen christlichen Minderheit bevölkert sind, vor allem in der Provinz al-Hasaka.
Am 16. Dezember 2013 kündigte der MFS die Gründung einer neuen Militärakademie namens „Märtyrer Abgar“ an. Am 24. Dezember 2013 gelang es dem MFS, gemeinsam mit den Volksverteidigungseinheiten (YPG) das von der al-Nusra-Front besetzte Dorf Gharduka im Nordosten Syriens zurückzuerobern. Der MFS nahm an verschiedenen Offensiven der YPG gegen dschihadistische Gruppierungen der al-Nusra-Front, des Islamischen Staates im Irak und der Levante (ISIL) und Ahrar al-Scham teil, darunter auch einer YPG-Offensive, welche am 26. Dezember 2013 in Tal Hamis und Umgebung gestartet wurde, am 27. Februar 2015 wurde die Stadt von Kämpfern der kurdischen Volksverteidigungseinheiten (YPG) und Kämpfern des Assyrischen Militärrats (MFS) vom IS zurückerobert. Am 8. Januar 2014 verkündete der MFS, dass er sich den Reihen der YPG angeschlossen hat. Im Oktober 2015 haben sich der Assyrische Militärrat und weitere militärische Gruppierungen, wie die YPG und die arabischen al-Sanadid-Brigaden, zu den Demokratische Kräften Syriens verbündet.
Am 28. Januar 2018 erklärte Kino Gabriel, der Sprecher des assyrischen Militärrates und nun auch Sprecher der Demokratische Kräfte Syriens (SDF), dass die assyrischen Kämpfer an der Seite der Volksverteidigungseinheiten(YPG/YPJ) gegen die türkischen Invasoren kämpfen werden. Kino Gabriel wurde aufgrund seines neuen Postens bei der SDF von Abgar David als Sprecher des assyrischen Militärrates ersetzt der sich ebenfalls für aktive Maßnahmen gegen die türkischen Aggressionen in Syrien aussprach.